# 敌鼠
敌鼠（英語：Diphenadione）是一種維生素K拮抗劑，具有抗凝血作用，可用作殺鼠劑對抗大鼠、小鼠、田鼠、地鬆鼠和其他囓齒動物。它是一種抗凝劑，其活性半衰期比華法林和其他合成1,3-茚滿二酮抗凝劑更長。
它對所有形式的哺乳動物都有毒；毒素的暴露和口服攝入可能導致心律不齊和與其對凝血影響相關的主要疾病，具體取決於劑量。作為“第二代”抗凝劑，敌鼠比第一代化合物（如華法林）毒性更大。:436

## 延伸閱讀
- Reigart, J. Routt & Roberts, James R. (Eds.).  (PDF).  6th. Corvallis, OR, US: National Pesticide Information Center (Oregon State University and the U.S. Environmental Protection Agency. 2013: 173–187  [5 April 2016]. （原始内容存档于2023-02-08）. A safety handbook that explains how incidents of poisoning by various rodenticides are treated.